# 160. strelska divizija (ZSSR; I)
160. strelska divizija (izvirno rusko 160. стрелковая дивизия; kratica 160. SD) je bila strelska divizija Rdeče armade v času druge svetovne vojne.

## Zgodovina
Divizija je bila ustanovljena junija 1940 in bila 18. aprila 1943 preimenovana v 89. gardno strelsko divizijo.
Ponovno je bila ustanovljena marca 1945; leta 1955 je bila preimenovana v 4. strelsko divizijo.